# Franz Xaver Wernz
Franz Xaver Wernz (Rottweil, 4 de diciembre de 1842 – Roma, 20 de agosto de 1914) fue un sacerdote jesuita alemán y 25.º Prepósito General de la orden del 8 de septiembre de 1906 hasta su muerte.

## Biografía
Entró en el noviciado jesuita de Gorheim, en Sigmaringen, en 1857 y en 1859 hizo sus primeros votos: después de un período de enseñanza en el colegio de la orden de Feldkirch se trasladó a Aquisgrán para completar sus estudios, pero debía dejar Alemania en la época del Kulturkampf.
Wernz se estableció entonces en Gales, donde se dedicó al estudio del derecho canónico, materia que profundizó después en la Pontificia Universidad Gregoriana. Convirtiéndose en un distinguido canonista, publicó un importante tratado de derecho canónico en seis volúmenes (Ius decretalium).
Fue elegido General de la orden en 1906 y ocupó el cargo hasta su muerte, ocurrida el mismo día que la del papa Pio X.